# Contraluz (álbum)
Contraluz es el quinto disco de la banda de rock peruano Campo de Almas lanzado en 2015.
Campo de Almas ha vuelto con un cañonazo que sacude los cimientos del rock peruano! Su quinto álbum, Contraluz, lanzado el 12 de octubre de 2015 bajo Oz.Grabaciones, es el trabajo más ambicioso, pulido y descaradamente pop de la banda, un intento épico de conquistar las radios masivas sin vender el alma. Grabado en los estudios de Miami con la producción de Jeffrey Fishman (Libido) y Duayne Baron, un titán que ha moldeado el sonido de Ozzy Osbourne, Social Distortion, Mötley Crüe, Poison y Quiet Riot, este disco es un cóctel de melodías infecciosas, riffs afilados y emociones crudas. Esteban Gayoso (guitarra,), Benjamín Gayoso (bajo), Gabriel Sotillo (voz) y Álvaro Fernández (batería) han apostado todo en Contraluz, y aunque las radios peruanas no les abrieron las puertas, este álbum ha consagrado nuevos clásicos, devolviendo a la banda a los escenarios.
Contraluz es un monstruo pop-rock con un brillo internacional, diseñado para sonar en estadios pero con el corazón anclado en las calles. El primer sencillo, “Cada Minuto”, compuesto por Benjamín Gayoso, es un hit instantáneo: un estribillo que te agarra y no te suelta, con la voz de Sotillo elevándose sobre un muro de guitarras que podrían haber sido escritas en los 90 por los mismísimos Oasis. “Despertar”, otro golpe maestro de Benjamín, es puro nervio, una canción que te despierta con su ritmo vertiginoso y letras que hablan de renacer contra todo pronóstico. La colaboración entre Esteban y Benjamín en “Te Vi” es un momento de alquimia pura, una balada rock con un gancho que se clava en el alma.
Esteban Gayoso, el poeta eléctrico de la banda, brilla con composiciones que son joyas destellantes. “Boulevard”, mezclado por el legendario Joe Blaney (Charly García, Andrés Calamaro, The Clash, Ramones), es una oda urbana con un riff a lo Keith Richards,  que te hace querer conducir sin rumbo bajo las luces de la ciudad. “Mal” es un puñetazo de actitud, con un filo punk que recuerda los días más rebeldes de la banda. “Cuando Cierro los Ojos” y el baladón desgarrador “Esa Noche” son puro veneno emocional, con Sotillo cantando como si estuviera confesando sus pecados al universo.Sin dejar de lado las impecables iinterpretaciones de Patricia Alonso, en Stonepatty y Al cielo conmigo.  La producción de Fishman y Baron es un espectáculo: cada canción suena enorme, con capas de sonido que equilibran la crudeza del rock con la accesibilidad del pop rock.
Contraluz marca un hito en la discografía de Campo de Almas por la prominencia de Benjamín Gayoso como compositor. Su pluma, que firma o coescribe la mitad del álbum, aporta una frescura que complementa el lirismo introspectivo de Esteban. Las letras, que navegan entre el amor, la redención y la lucha contra el olvido, son el pegamento que une este disco, convirtiéndolo en una experiencia tan emocional como adictiva. La mezcla de Blaney en “Boulevard” es un toque de genialidad, dándole a la canción un brillo que podría haber conquistado el mundo.
Contraluz es el disco de una banda que se niega a rendirse. Es ambicioso, es pop, es rock, es todo lo que Campo de Almas puede ser cuando apunta a las estrellas. Esteban, Benjamín, Gabriel y Álvaro han creado un álbum que suena como un último disparo al cielo, y aunque no tocó las radios, tocó las almas de quienes lo escucharon. Cómprenlo, pónganlo a todo volumen y déjenlo brillar. Campo de Almas está más vivo que nunca.

## Lista de canciones
1. Cuando cierro los ojos (E. Gayoso )
2. Cada minuto (L.B. Gayoso )
3. Boulevard (E. Gayoso )
4. Despertar (L.B Gayoso )
5. Mal ( E. Gayoso  )
6. Stonepatty ( E. Gayoso )
7. Te vi ( E. Gayoso / L.B. Gayoso )
8. Todo me aleja de ti ( E.Gayoso )
9. Al cielo conmigo ( E. Gayoso )
10. Esa Noche ( E. Gayoso )

- Datos: Q21409392

Personal
- Patricia Alonso : Coros, voz
- Álvaro Fernández : Bateria
- Benjamín Gayoso : Bajo, Coros
- Esteban Gayoso: Guitarra, coros
- Gabriel Sotillo, voz, coros
- Músicos Invitados :

- Christopher Farfán : Bateria
- Henry Ueunten : Organo Hammond, Moog
- Jeffry Fischman, percusión, Coros.